# Soccer Superstars (videogioco 1994)
Soccer Superstars è un videogioco di calcio pubblicato nel dicembre 1994 dalla Konami.
Dopo il titolo Premier Soccer dell'anno precedente, la Konami lancia sul mercato questo innovativo gioco di calcio che presenta un maggiore realismo se paragonato ai molti coin-op del genere di allora, una gran varietà di tecniche e precisione nei dettagli sia di gioco che grafici, nonché l'utilizzo di elementi come il campo di gioco in 3-D, i replay e l'indicazione del ruolo dei giocatori in campo come cursore, tutti elementi che introdusse la SEGA lo stesso anno con il gioco Super Visual Soccer.
Inoltre fu forse il primo gioco arcade ad utilizzare tre pulsanti per le funzioni che poi rimasero come quelle più comuni nei videogiochi di calcio, ovvero un pulsante per tirare, uno per i passaggi rasoterra ed uno per i passaggi alti; introdusse anche l'utilizzo di uno di questi pulsanti per fare in modo, quando non si è in possesso della palla, di far uscire il portiere dai pali, funzione che poi rimase come indispensabile in quasi tutti i videogiochi di calcio degli anni 2000 e influenzò la successiva saga di giochi di calcio di grandissimo successo della Konami, ovvero Pro Evolution Soccer.
Benché non sia considerato un sequel ufficiale, il gioco Versus Net Soccer del 1996 ha il medesimo gameplay di Soccer Superstars.

## Modalità di gioco
Il gioco illustra un torneo di calcio tra nazionali denominato Konami World Champions Cup; vi partecipano dodici squadre, e ad inizio gioco il giocatore deve scegliere quale di queste squadre nazionali guidare alla vittoria del torneo: il gioco infatti prevede 11 incontri, in quanto è necessario sconfiggere tutte le altre squadre; se però un giocatore perde un incontro e continua con un nuovo credito le squadre precedentemente sconfitte dal giocatore stesso non saranno più disponibili perché escluse dal torneo.
Ogni squadra vanta differenti qualità di attacco, difesa, corsa e portiere, illustrate al momento della scelta della squadra, ed ogni squadra presenta anche differenti qualità nei giocatori in campo, non direttamente evidenziate ma riconducibili sul campo e spesso i giocatori più abili sono esteticamente simili a reali campioni del tempo, e generalmente vantano un tiro più potente ed una maggiore abilità nell'evitare i tackle avversari.
La visuale del campo è dalla schiena dei giocatori della propria squadra, con una tecnologia 3-D che permette di ruotare la visuale quando la palla è giocata sulle fasce.
Se si controlla la palla con uno dei propri giocatori con il pulsante A se si è molto distanti dalla porta avversaria si effettua un lancio lungo ed impreciso, mentre se si è nei pressi dell'area di rigore dei rivali si tira in porta: tirando con il controllo direzionale rivolto nella direzione opposta a quella di attacco si tira la palla alta sotto la traversa; con il pulsante B si effettua un passaggio lento e rasoterra verso il compagno indicato da un apposito cursore con la scritta "PASS"; con il pulsante C si effettua un passaggio alto e preciso a pallonetto, molto utile per crossare dalla linea di fondo campo, nonché utilizzabile per effettuare un dribbling a sombrero.
Se si riceve una palla alta a seconda dell'altezza della palla si deve utilizzare un differente pulsante per colpirla: infatti se la palla è bassa con il pulsante A si effettua un tiro in mezza rovesciata, se la palla è a media altezza con il pulsante C la si colpisce di testa da fermo, mentre se la palla è alta con il pulsante B la si colpisce con un colpo di testa in elevazione; con una palla a mezza altezza si può decidere anche di stopparla di petto, ed in base alla direzione impressa con l'apposito controllo il giocatore direziona lo stop.
Se non si sta controllando la palla con il pulsante A si effettua un tackle in scivolata, con il pulsante B si carica l'avversario con una spallata in salto, mentre con il pulsante C si impone al proprio portiere di uscire dai pali; utilizzando la spallata si rischia di commettere fallo sull'avversario e di venire ammoniti dall'arbitro.
Ad eccezione dell'uscita dai pali o dei rinvii il portiere della propria squadra è automatico.
Ogni incontro dura un minuto effettivo, tempo comunque sufficiente in quanto il ritmo dei match è elevatissimo.

## Squadre selezionabili
- Belgio

Gioca con il modulo 5-3-2, vanta un buon attacco ed una discreta corsa, mentre è totalmente deficitario per quanto riguarda difesa e portiere, nonostante sia esteticamente riconoscibile tra i pali Michel Preud'homme, considerato al tempo uno dei migliori interpreti mondiali del ruolo.
- Spagna

Gioca con il modulo 4-4-2, ed è una delle squadre in assoluto più deboli del gioco, avendo solamente una discreta corsa a discapito di attacco e difesa mediocri e di un portiere scarso, portiere esteticamente ispirato da Andoni Zubizarreta. L'attaccante con le maggiori doti sembra ispirato da Julio Salinas.
- Danimarca

Gioca con il modulo 4-4-2, ed è una squadra ben equilibrata per quanto riguarda difesa ed attacco, entrambi discreti, mentre il portiere è il più forte del gioco (probabile omaggio a Peter Schmeichel) ed è la squadra più lenta.
- Inghilterra

Gioca con il modulo 4-4-2; ha un attacco discreto, portiere e capacità di corsa mediocri e la difesa più debole del torneo. Come centrocampista difensivo è riconoscibile Paul Ince.
- Colombia

Gioca con il modulo 4-4-2; a sorpresa la Colombia è una delle squadre potenzialmente più forti del gioco, in quanto è la squadra più veloce ed ha un ottimo attacco, mentre nel pacchetto arretrato è la più debole in assoluto. Come in molti altri giochi del calcio del tempo il giocatore colombiano più facilmente riconoscibile è Carlos Valderrama, grazie alla sua chioma bionda.
- Francia

Gioca con il modulo 4-4-2; è una delle varie squadre con l'attacco più forte, ha una buona capacità di corsa e difesa e portiere molto deboli. L'attaccante più pericoloso è biondo e probabilmente ispirato da Jean-Pierre Papin.
- Messico

Gioca con il modulo 4-4-2, ed è una squadra dai valori mediocri ad eccezione del portiere, il più forte del gioco assieme a quello della Danimarca e chiaramente ispirato da Jorge Campos, del quale porta anche la divisa multicolore.
- Paesi Bassi

Gioca con il modulo 3-4-3; come da tradizione calcistica vanta un ottimo attacco, mentre è una squadra abbastanza lenta e la difesa è modesta, oltre ad avere un portiere scarso. Tra i giocatori è riconoscibile Ruud Gullit.
- Argentina

Gioca con il modulo 4-4-2, ed è una squadra ben più votata all'attacco e alla velocità, mentre la difesa è molto debole ed il portiere mediocre. Il suo centravanti ricalca chiaramente Gabriel Batistuta.
- Italia

Gioca con il modulo 4-4-2, ed è una delle squadre più forti e bilanciate del gioco, potendo vantare la migliore difesa, un ottimo portiere, un'ottima capacità di corsa ed un discreto attacco. Il giocatore simbolo è un attaccante che esteticamente richiama Roberto Baggio, con tanto di codino e pizzetto, ed è fiancheggiato in attacco da un giocatore con una lunga chioma bionda che probabilmente è ispirato da Giuseppe Signori.
- Brasile

Gioca con il modulo 4-4-2; è la squadra più veloce del gioco, ha un ottimo attacco e pecca ma non eccessivamente in difesa e nel portiere.
- Germania

Gioca con il modulo 3-5-2, ed è la squadra con l'attacco e la difesa più forti del gioco, a fronte di un portiere modesto e di una capacità di corsa deficitaria che la rendono la squadra più lenta.